# Terry Farrell
Theresa "Terry" Lee Farrell (Cedar Rapids, Iowa, 19 de novembro de 1963) é uma atriz e ex-modelo norte-americana.
Tornou-se conhecida ao interpretar Jadzia Dax, na série de televisão Star Trek: Deep Space Nine. Outro papel de destaque foi o de Reggie Kostas, na série Becker.

## Biografia
Terry nasceu em Cedar Rapids, Iowa, filha de  Kay Carol Christine e Edwin Francis Farrell, Jr. Sua mãe se casaria mais tarde com David W. Grussendorf, que adotou as filhas da esposa, Terry e sua irmã Christine. Muito alta já na adolescência, Terry enviou uma imagem para a agência de modelos Elite, em Nova Iorque, e aos 16 anos foi convidada para uma sessão de fotos exclusiva para a revista Mademoiselle.
Terry seria capa de várias revistas importantes de moda como a as edições alemã e italiana da Vogue.
De 2002 a 2015, ela foi casada com o ator Brian Baker, com quem tem um filho, Max.
No dia 26 de março de 2018, a atriz casou-se com o diretor de televisão, Adam Nimoy, filho do ator Leonard Nimoy, na data em que o ator completaria 87 anos de idade se estivesse vivo. No dia 3 de dezembro de 2020, Farrell entrou com um processo de divórcio, e os dois se divorciaram em 20 de maio de 2022.

## Carreira
Depois de 18 meses desfilando e fotografando, Terry começou a ter aulas de atuação com Kate McGregor Stewart. Participou da série Paper Dolls, em 1984 e na primavera de 1989, começou a estudar drama e teatro com Stella Adler. Participou da série Quantum Leap e The Cosby Show. Estava escalada para estrear na versão americana de Red Dwarf, mas o programa foi cancelado antes da estreia. Assim, lhe foi oferecido o papel de Jadzia Dax, em Star Trek: Deep Space Nine.

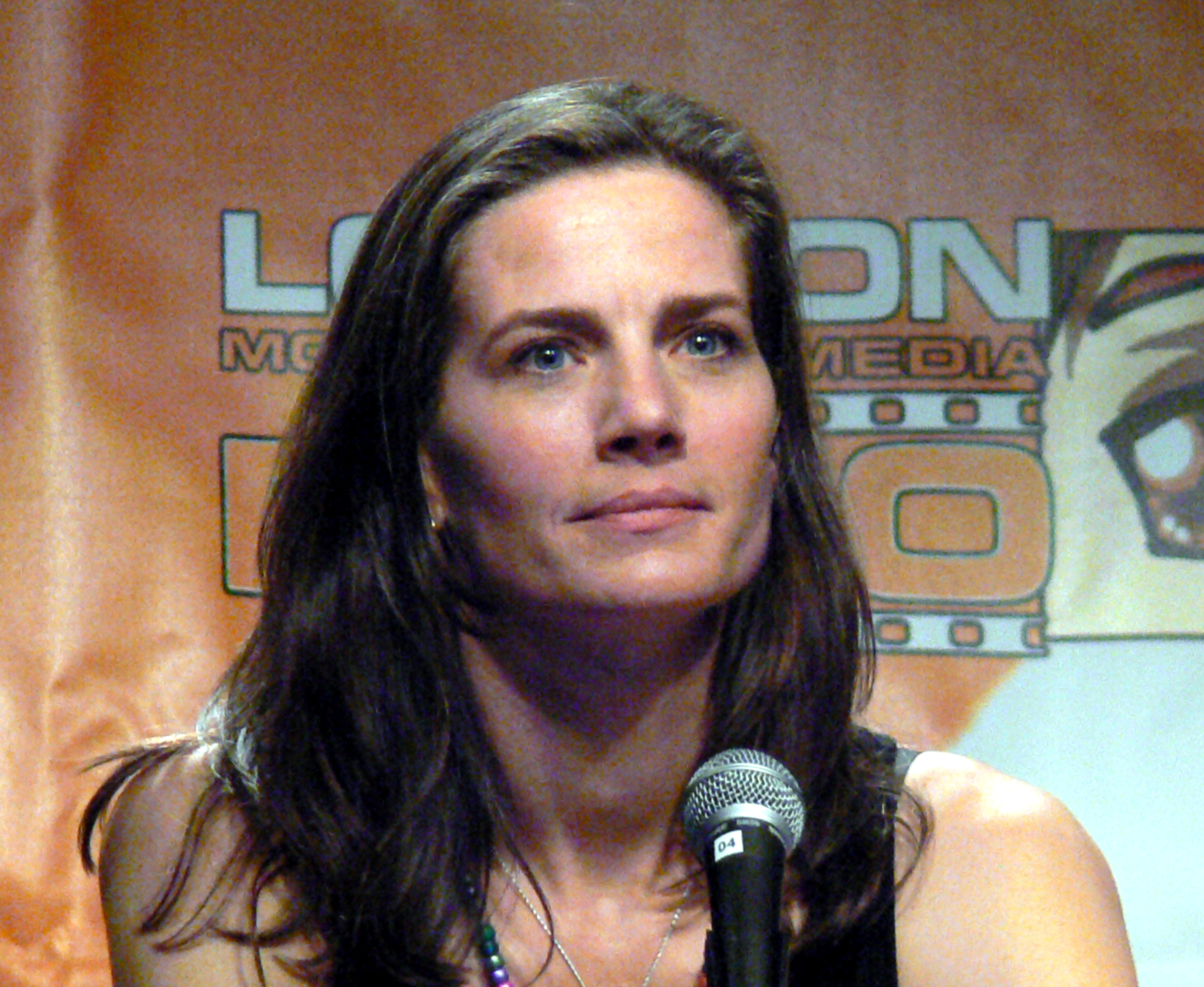
A atriz em 2009, em Londres.